# Hilmar Örn Hilmarsson

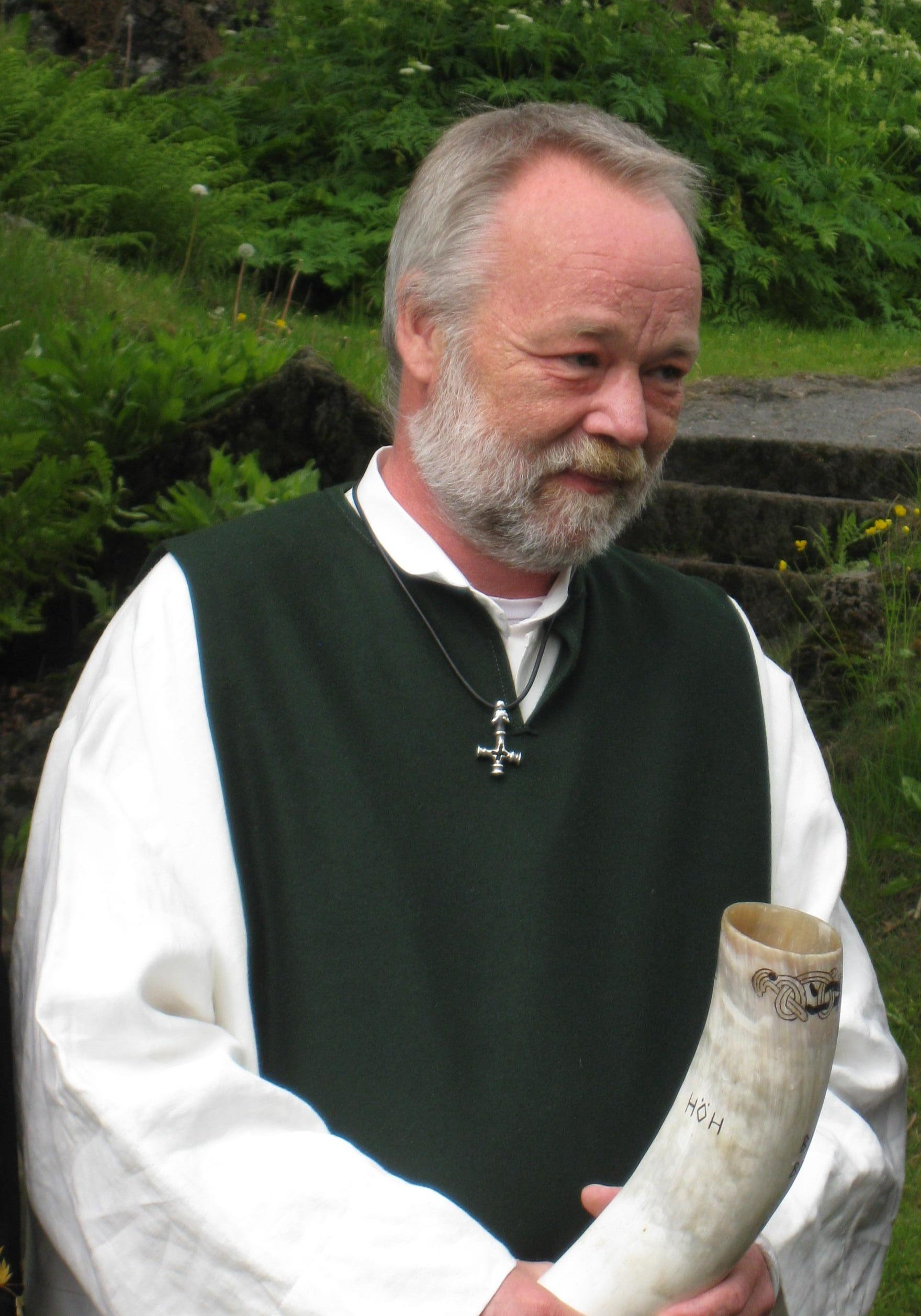
Hilmar Örn Hilmarsson, 2009

Hilmar Örn Hilmarsson (kurz: HÖH, * 23. April 1958 in Reykjavík, Island) ist ein isländischer Musiker, der hauptsächlich Filmmusik komponiert, und gleichzeitig Allsherjargoði der heidnischen Glaubensgemeinschaft Ásatrúarfélagið.

## Biographie
Er erhielt verschiedene internationale Auszeichnungen für seine Film-Musik, unter anderem 1991 den Europäischen Filmpreis für die Musik zu dem Film Children of Nature – Eine Reise. Nebenbei veröffentlichte er auch mehrere Alben mit Psychic TV, Current 93 und Sigur Rós. Mit dem Sänger der Sugarcubes, Einar Örn, veröffentlichte er 1993 ein Album unter dem Namen Frostbite. 1998 nahm er mit Einar Örn und Siggi Baldursson (ebenfalls von den The Sugarcubes) ein Album unter dem Namen Grindverk auf.
Seit 2003 ist Hilmar Örn Hilmarsson Hoch-Gode (Allsherjargoði) der isländischen Ásatrúarfélagið, einer in Island anerkannten Glaubensgemeinschaft, die die Religion des germanischen Götterglaubens praktiziert.
Für die Filmmusik in Beowulf & Grendel wurde er 2007 beim Genie Award nominiert. Im Juni 2018 wurde ihm vom isländischen Präsidenten Guðni Th. Jóhannesson für seine Beiträge zur isländischen Musik und den religiösen Traditionen der Falkenorden verliehen.

## Filmografie (Auswahl)
- 1987: Weiße Wale (Skytturnar)
- 1991: Children of Nature – Eine Reise (Börn náttúrunnar)
- 1994: Movie Days (Bíódagar)
- 1995: Affenchaos: Im Dschungel ist der Teufel los (Aberne og det hemmelige våben)
- 1995: Cold Fever (Á köldum klaka)
- 1996: Devil’s Island (Djöflaeyjan)
- 1997: Gnadenlose Verführung (Sekten)
- 1999: Bye Bye Bluebird
- 1999: Das gute Fräulein (Ungfrúin góða og húsið)
- 2000: Engel des Universums (Englar alheimsins)
- 2000: Komplizinnen aus Angst (Pelon maantiede)
- 2003: In the Cut
- 2005: Beowulf & Grendel
- 2010: Alle Sieben Wellen
- 2011: Gesichter der Arktis (Andlit norðursins)
- 2015: The Show of Shows (von Benedikt Erlingsson)

## Diskografie (Auszug)
Als Mitglied von Psychic TV
- Psychic TV – Those Who Do Not (1984)
- Psychic TV – Mouth Of The Night (1985)
- Psychic TV – Live in Reykjavík (1987)

Zusammenarbeit mit Current 93
- Current 93 – Imperium (1987)
- Current 93 – Crowleymass (1987)
- Current 93 – The Red Face Of God (1988)
- Current 93 – Christ and the Pale Queens Mighty In Sorrow (1988)
- Current 93 – Swastika For Noddy (1988)
- Current 93 – Crooked Crosses for the Nodding God (1989)
- Current 93/HÖH – Island (1991) (u. a. mit Björk)

Zusammenarbeit mit Einar Örn
- Ornamental – No Pain (1987) (mit Dave Ball (u. a. Psychic TV und Soft Cell) und Rose McDowall (u. a. Strawberry Switchblade und häufig bei Current 93))
- Frostbite – The Second Coming (1993)
- Grindverk – Gesundheit von K (1998) (mit Siggi Baldursson)

Weiteres
- Solostück Ad astra auf dem Sampler Geyser von zeitgenössischer isländischer Musik (1987)
- Hafler Trio – Bootleg H3ÖH (1993) (Remix des Frostbite Albums mit Hilmarssons Zusammenarbeit)
- Sigur Rós/HÖH – Engel des Universums (2001)
- Stafnbúi mit Steindór Andersen – historische Rímur neu interpretiert (12 Tónar, 2012)
- Circe mit Georg Hólm, Orri Páll Dýrasson und Kjartan Hólm – Soundtrack zum Film The Show of Shows von Benedikt Erlingsson (Krúnk, 2015)